# Tinea astraea
Tinea astraea är en fjärilsart som beskrevs av Edward Meyrick 1911. Tinea astraea ingår i släktet Tinea och familjen äkta malar. Inga underarter finns listade i Catalogue of Life.